# Hrvatska zajednica Herceg-Bosna (udruženje)
Hrvatska zajednica Herceg-Bosna je udruženje koje nema državotvorne ingerencije. Utemeljena je 24. svibnja 1997. u Neumu od strane društvenih, političkih gospodarskih i kulturnih organizacija Hrvata u Bosni i Hercegovini. Tada je najavljeno da će Hrvatska zajednica Herceg-Bosna biti krovna i zborna institucija hrvatskog naroda u Bosni i Hercegovini. 
Cilj joj je povezivanje svih Hrvata u Bosni i Hercegovini, definiranja strateških smjerova nacionalnog, kulturnog i gospodarskog razvitka, povratka te profiliranja kao krovne udruge hrvatskog naroda.

## Povijest
Dana 9. ožujka 1996. Zastupnički dom Hrvatske Republike Herceg-Bosne donosi odluku o postupnom prijenosa funkcije civilne vlasti Hrvatske Republike Herceg-Bosne na tijela vlasti Federacije BiH. Održavaju se utemeljiteljske skupštine županija u Federaciji BiH. U svibnju na sjednici Predsjedničkog vijeća HR Herceg-Bosne reorganizirana je Vlada Hrvatske Republike Herceg-Bosne u prijelaznom razdoblju, te je činila šest ministarstva. Hrvatska Republika Herceg-Bosna formalno je ukinuta 14. kolovoza 1996. godine.
Na utemeljiteljskom saboru, 24. svibnja 1997. godine u Neumu, društvene, političke, gospodarske i kulturne organizacije Hrvata u Bosni i Hercegovini osnovale su Hrvatsku zajednicu Herceg-Bosnu. Tada je najavljeno da će Hrvatska zajednica Herceg-Bosna biti krovna i zborna institucija hrvatskog naroda u Bosni i Hercegovini. Cilj joj je povezivanje svih Hrvata u BiH, definiranja strateških smjerova nacionalnog, kulturnog i gospodarskog razvitka, povratka te profiliranja kao krovne udruge hrvatskog naroda. Odluka o utemeljenju Hrvatske zajednice Herceg Bosne, koja je trebala zaštititi interese Hrvata u BiH u svim sferama, donesena je jednoglasno. Za prvog predsjednika Hrvatske zajednice Herceg-Bosne izabran je Vladimir Šoljić.
Nakon nastanka Hrvatskog narodnog sabora, Hrvatske samouprave i Međužupanijskog-međuopćinskog vijeća, udruga je zadržala sve one aktivnosti koje su navedene institucije već imale te se tada radilo o paralelnim sustavima moći i vlasti, koje je postupno gubilo svaku svrhu. Nakon nekoliko godina neodržavanja Sabora, što je protivno članku 21. Statuta ove udruge ( tu je jasno naglašeno kako se Sabor mora održavati najmanje jednom godišnje), 17. travnja 2010. godine u Mostaru, održan je Treći sabor Hrvatske zajednice Herceg-Bosne, koji je okupio više od stotinu izaslanika, među kojima su bile i vođe svih političkih stranaka iz BiH s hrvatskim predznakom. Na saboru je izabrano novo vodstvo Sabora i Glavnog vijeća Hrvatske zajednice Herceg-Bosne, a vodeći hrvatski političari u Bosni i Hercegovini su ocijenili da Herceg-Bosna mora biti snaga hrvatskog naroda pomoću koje se može i treba izboriti za jednakopravnost.

## Ustroj i djelovanje
Hrvatska zajednica Herceg-Bosna je registrirana kao udruženje i nema državotvorne ingerencije. Najviše tijelo je Sabor Hrvatske zajednice Herceg-Bosne, a postoji i Glavno vijeće. Sadašnji predsjednik Hrvatske zajednice Herceg-Bosne je. Hrvatska zajednica Herceg-Bosna u novije vrijeme organizira okrugle stolove, javne tribine i skupove na kojima se raspravlja o bosanskohercegovačkim Hrvatima, njihovoj kulturi, povijesti i njihovim problemima.
Kada govori o smjerovima djelovanja Hrvatske zajednice Herceg-Bosne, u Statutu jasno stoji kako će pored navedenih ciljeva okupljanja i određivanja strategije hrvatskog razvoja u Bosni i Hercegovini, ova udruga voditi brigu o zaštiti svih pripadnika hrvatskog naroda, očuvanju kulturne baštine, skrbi za branitelje i obitelji poginulih, ali i kulturnu emancipaciju kroz osnivanje sredstava javnog priopćavanja poput TV-a, odnosno javnog RTV kanala na hrvatskom jeziku.
Na Trećem saboru Hrvatske zajednice Herceg-Bosne za predsjednika Sabora izabran je Ivo Andrić-Lužanski, a za dopredsjednike Živko Budimir, Zoran Budimić i Rudo Vidović. Tom prilikom izabrani su i članovi Glavnog vijeća, i to Vladimir Šoljić, Vlado Majstorović, Željko Raguž, Drago Bilandžija, Ivo Lasić, Ljerka Ostojić, Perica Jelečević, Zoran Kupreškić, Jasna Zlomislić, Roman Jurić i Zdenko Marković. Predsjednik Glavnog vijeća Herceg-Bosne je ostao Vladimir Šoljić.

## Unutarnje poveznice
- Hrvati Bosne i Hercegovine
- Hrvatska Republika Herceg-Bosna

## Vanjske poveznice
- Herceg Bosna.ba Službena stranica Hrvatske zajednice Herceg-Bosne
- HercegBosna.org Nacionalni portal Hrvata Bosne i Hercegovine